# Cloontuskert
Cloontuskert är en ort i republiken Irland.   Den ligger i grevskapet Roscommon och provinsen Connacht, i den centrala delen av landet, 120 km väster om huvudstaden Dublin. Cloontuskert ligger 41 meter över havet och antalet invånare är 188.
Terrängen runt Cloontuskert är platt. Runt Cloontuskert är det ganska glesbefolkat, med 24 invånare per kvadratkilometer. Närmaste större samhälle är Longford, 13,6 km öster om Cloontuskert. Trakten runt Cloontuskert består i huvudsak av gräsmarker.